# Apicalia palmipedis
Apicalia palmipedis is een slakkensoort uit de familie van de Eulimidae. De wetenschappelijke naam van de soort is voor het eerst geldig gepubliceerd in 1913 door Koehler & Vaney.